# Jani Hace
Jani Hace, slovenski bas kitarist, producent in skladatelj * 27. decembra 1964, Ljubljana. Od leta 2003 je polnopravni član skupine Siddharta, sodelovati in nastopati je začel s Siddharto že leta 2001. Sodeloval je tudi s številnimi drugimi slovenskimi glasbeniki.

## Bas kitarist
Kot bas kitarist je najbolj znan kot basist pri skupini Siddharta, sodeloval pa je že s številnimi drugimi glasbenimi ustvarjalci, skupinami ter projekti kot so Elevators, Magnifico, Rotor, Sounds of Slovenia, Devil Doll, Alenka Godec, Maya, Jadranka Juras, Gibonni, Chris Eckman, The Walkabouts, Vlado Kreslin, Peter Lovšin, Zoran Predin, Neisha, Neca Falk, Janez Bončina - Benč, Klemen Klemen, Nikolovski, Dosha, Ali En, Jan Plestenjak, Alya, Nude, Gušti, Polona Kasal, Big Band RTV Slovenija, Primož Grašič, Ratko Divjak, Tinkara Kovač, Leelojamais, Katja Šulc, Rok Trkaj, katarina Mala, Samo Budna ter mnogi drugi.

## Filmska glasba
Sodeloval je pri komponiranju glasbe za filme Stereotip, Outsider, Cirkus Fantastikus ter Biba Malčka in božična zmešnjava.

## V živo z Siddharto
Hace pri igranju v živo zraven bas kitare poprime tudi za sintetizator pri eni izmed njihovih novejših pesmi z naslovom "Dios"